# 渡邉暁雄
渡邉 暁雄（わたなべ あけお、1919年（大正8年）6月5日 - 1990年（平成2年）6月22日）は、日本の指揮者、教育者。鳩山一郎は義父にあたる。

## 来歴
巣鴨のルーテル教会の日本人牧師・渡邉忠雄を父とし、フィンランド人の声楽家・渡邉シーリを母として、東京府で生まれた。兄は共同通信社で重責を歴任したジャーナリストの渡邉忠恕。妻の信子は鳩山一郎の五女。長男の渡邉康雄（指揮者）、次男の渡邉規久雄（ピアニスト）とも芸術系の大学教授を務める音楽家。声楽家の母に幼少時から音楽の手ほどきを受けたほか、5歳でピアノを、10歳でヴァイオリンを始める。1940年、東京音楽学校（現東京芸術大学）本科器楽科（ヴァイオリンを専攻）卒業後、研究科に進みヴァイオリン・ヴィオラ奏者として活動。1943年に東京放送管弦楽団にヴァイオリニストとして所属。召集後もヴァイオリニストとして病院などを慰問していた。戦後、指揮者に転向。
1945年に東京都フィルハーモニー管弦楽団（現・東京フィルハーモニー交響楽団）専属指揮者、1949年より東京芸大助教授に就任し後進の指導にあたる。また、1950年に米国ジュリアード音楽院指揮科に留学している。その門下からは、大町陽一郎、保科洋、三石精一、遠藤雅古、佐藤功太郎、岩城宏之、山本直純、矢崎彦太郎、小林研一郎、藤岡幸夫らを輩出した。
1956年、日本フィルハーモニー交響楽団の創設に尽力、初代常任指揮者に就任、終生日フィルと緊密な関係にあった。1972年の日フィル紛争発生時には東京都交響楽団の任期中であったため陰ながら支援し、任期終了後に日フィルに正式復帰して支え続けた。この功績により日フィル創立指揮者の称号を贈られている。
指揮者としての活動は、バッハの『ミサ曲ロ短調』やシベリウスの作品を得意とし、世界で初めて、シベリウス全交響曲のステレオ録音とデジタル初録音をそれぞれ行い高い評価を得ている。シベリウス以外にも北欧の作曲家をしばしば取り上げ、ニールセンやグリーグなどの演奏、録音を行っている。日本のオーケストラのレパートリーというとドイツ・オーストリアの作曲家が主流であった時期に、このように北欧出身の作曲家を積極的に取り上げたのは、母がフィンランド人であることによる北欧への共感が大きかったと思われる。渡辺は1921年に母・シーリの里帰りについて兄・忠恕と共にフィンランドに渡り、その後シーリが病気のため腎臓を切除する大手術を行うなどした関係で、一家で1924年までフィンランドに在住していた。
レパートリーは非常に広大で、特に日フィル時代は、ベートーヴェン、ブラームス、チャイコフスキーといった古典・ロマン派の人気曲から近現代音楽までレコーディング、死後に26枚組のCDセット「渡邉曉雄と日本フィル」にまとめられている。
国内での活動が主であるが、1982年には来日したヘルシンキ・フィルハーモニー管弦楽団を指揮した。
1984年、日本シベリウス協会を創設、初代会長となり1990年まで在任。
没後、従四位勲三等旭日中綬章を授与された。

## 人物
最晩年の弟子藤岡幸夫によれば、渡邉は以下のような人物像であったという。
- 楽譜の読みの深さは驚くべきもので、和声、形式、歴史的背景などの基本的な楽曲分析はもちろんであるが、一方で「この音いい音だよねぇ」と感覚的なことも大切にしていた。1つの音の大切さを勉強するために、ピアノで音をポーンと鳴らして、耳を済ましてその倍音をよく聴くということもよくあった。また作曲家の性格の分析をして、心理学的見地からも楽譜を読んでいた。
- 渡邉が昔の話をすることはほとんど無く、常に将来を見つめ新しいことを考えていた。その唯一の例外は、軽井沢に同行した時に「ここが信子と初めて出会った場所なんだ」と懐かしそうに話をしたときだった。

## その他の活動
- 映画『日本フィルハーモニー物語 炎の第五楽章』（1981年、日活） - 本人 役
- 1953年に、戦後増えた困窮混血児を支援救済するため、同じく混血である藤原義江、平野威馬雄、江川宇礼雄、佐藤美子とともに「一九五三年会」（略称・五三会）を設立。
- 没後、渡邉暁雄音楽基金が創設され、若手指揮者への音楽賞、および、オーケストラ界に貢献した関係者への特別賞が設定されている。

## 経歴
- 1945年 - 1949年 東京都フィルハーモニー管弦楽団専属指揮者
- 1949年 - 1962年 東京藝術大学助教授
- 1956年 - 1968年 日本フィルハーモニー交響楽団常任指揮者
- 1958年 フィンランド政府より第一級騎士獅子勲章受章
- 1960年 フランス政府より芸術文化勲章シュヴァリエ・デザール・エ・レトル章受章
- 1962年 - 1972年 東京藝術大学教授（助教授は山田一雄）（退任後、名誉教授）
- 1966年 日本指揮者協会幹事長
- 1968年 日本芸術院賞受賞
- 1970年 - 1972年 京都市交響楽団音楽監督・常任指揮者
- 1972年 - 1978年 東京都交響楽団音楽監督・常任指揮者（退任後、名誉指揮者）
- 1977年 文部省大学設置審議会専門委員
- 1978年 - 1990年 日本フィルハーモニー交響楽団常任指揮者に復帰（1986年からは音楽監督も兼務）
- 1978年 日本芸術院会員
- 1982年 モービル音楽賞受賞
- 1984年
  - 日フィル紛争解決。日本フィルハーモニー交響楽団創立指揮者称号授与
  - 日本シベリウス協会設立
- 1984年 - 1986年 広島交響楽団音楽監督・常任指揮者（退任後、名誉音楽監督）